# 赛亦得·阿黑麻二世
赛亦得·阿黑麻二世（?—1502年），是金帐汗国的残余大帐汗国阿黑麻汗的儿子。
1480年，大帐汗国阿黑麻汗和莫斯科公国大公伊凡三世于乌格拉河对峙。他于西伯利亚秋明一带杀害阿黑麻汗，大帐汗国领土也被诺盖汗国占有。赛亦得·阿黑麻二世和兄弟谢赫·阿合马和穆尔塔达汗继承了大帐汗国。兄弟间冲突不断，三兄弟都想争夺汗位。1491年，克里米亚汗国、莫斯科公国、奥斯曼帝国重创大帐汗国。穆尔塔达汗同年死去，大帐汗国联合立陶宛大公国，对抗克里米亚汗国和莫斯科公国。1502年，克里米亚汗国攻克别儿哥萨莱，赛亦得·阿黑麻二世自杀，大帐汗国灭亡，谢赫·阿合马被迫流亡。